# Forces Armées Populaires
Die Forces Armées Populaires (Englisch: People’s Armed Forces, kurz: FAP) war eine tschadische Rebellengruppe, die 1976 entstand und bis Ende der 80er-Jahre tätig war. Anführer der Gruppe war Goukouni Oueddei.

## Geschichte
Die FAP entstand durch die Spaltung der pro-libyschen Gruppe FROLINAT in eine anti-libysche Minderheit unter Hissene Habre, die FAN, und eine pro-libysche Mehrheit, die FAP, unter Oueddei. Die FAP kämpfte im Libysch-Tschadischen Grenzkrieg an der Seite Gaddafis gegen die tschadischen Truppen und konnte durch Offensiven in den Jahren 1977 und 1978 weite Teile des Nord-Tschads unter seine Kontrolle bringen. Durch das, am 16. März 1979 geschlossene, Kano-Abkommen wurde der FAP-Anführer Oueddei Präsident des Tschads als Vorsitzender eine Regierung der nationale Einheit (GUNT), in der auch anti-libysche Kräfte um Oueddeis Widersacher Habre vertreten waren. Oueddeis pro-libysche Politik sorgte schnell für den Bruch der Regierung und blutige Kämpfe zwischen FAN und FAP in der tschadischen Hauptstadt N’Djamena. Im darauffolgenden landesweiten Konflikt zerbrach das Bündnis von FAP und Libyen, sodass die FAP an politischer Bedeutung verlor und viele Anhänger zu den tschadischen Streitkräften wechselten. Oueddei wurde im März 1986 von libyschen Truppen gefangen genommen.